# ألفارو سانتاماريا
ألفارو سانتاماريا (بالإسبانية: Álvaro Santamaría)‏ هو لاعب كرة قدم كولومبي في مركز الهجوم، ولد في 21 مارس 1950. لعب مع إنديبندينتي ميديلين.

## وصلات خارجية
- ألفارو سانتاماريا على موقع قاعدة بيانات كرة القدم.إي يو (الإنجليزية)
- ألفارو سانتاماريا على موقع أوليمبيديا (الإنجليزية)